# Euploea messia
Euploea messia är en fjärilsart som beskrevs av Hans Fruhstorfer 1910. Euploea messia ingår i släktet Euploea och familjen praktfjärilar. Inga underarter finns listade i Catalogue of Life.